# Harald Kesja
Harald Kesja (Harald de Speer, 1080 - 1135) was een zoon van koning Erik I van Denemarken en was tegenkoning van Denemarken.

## Biografie
Harald Kesja werd geboren als een bastaardzoon van koning Erik I van Denemarken bij een onbekende vrouw. Hij was voor zijn vader in de jaren 1103-1104 regent voor zijn vader toen hij op pelgrimage ging naar Jeruzalem met bisschop Asser van Lund. Als regent was hij een moedig, maar ook een gewelddadig heerser. Harald Kesja plunderde veel rondom zijn bolwerk Haraldsborg in Roskilde. Deze feiten zorgde ervoor dat hij niet tot koning werd verkozen na de dood van zijn vader in 1103, maar zijn oom Niels van Denemarken.
In 1132 sloot Harald Kesja een bondgenootschap met zijn halfbroer Erik Emune om hun andere broer Knoet Lavard te wreken, maar hij verbrak dit bondgenootschap omdat hij zelf ook koning wilde worden. Hij probeerde zelf ook de Deense troon te verkrijgen en liet zich betitelen als koning Harald IV. Hij wist de regio Jutland onder controle te krijgen. Kesja vocht aan de zijde van Magnus Nilsson bij de slag van Fodevik. Na de nederlaag vluchtte hij, maar werd hij gevangengenomen bij Vejle. Hij werd samen met acht van zijn zonen onthoofd.

## Huwelijk en kinderen
Harald Kesja was gehuwd met Ragnhild Magnusdotter, een dochter van koning Magnus III van Noorwegen, zij kregen samen vier kinderen:
- Björn (gestorven: 1134)
- Eric
- Magnus
- Olaf (gestorven: 1143), tegenkoning van Denemarken

Daarnaast had Harald ook nog acht bastaardzonen verwekt die samen met hem werden onthoofd:
- Knoet
- Harald
- Sivard
- Erik
- Sven
- Niels
- Benedikt
- Mistivint